# Pierre Baour-Lormian
Pierre Marie François Louis de Baour-Lormian, född 24 mars 1770, död 18 september 1854, var en fransk skald och dramatiker.
Baour-Lormain gjorde Ossians sånger kända i Frankrike genom en översättning, Ossian. Poésies galliques (1801), och vann därigenom Napoleons uppskattning. Han översatte även Jobs bok till franska.